# リトル・ビル
リトル・ビル (原題 - Little Bill)とは、アメリカ合衆国のテレビアニメ。まんがビル・コスビーの続編にあたる。アメリカのニコロデオンが子供向けに製作し、1999年11月28日から2004年2月6日にかけて放送、しかしリピート放送は2006年9月9日まで続いた。日本では2002年1月5日から同局で放送されたことがある。原作はビル・コスビー、ヴァネット・P・ハニーウッド。本作はコスビーの故郷 フィラデルフィアが舞台である。 本作の脚本を担当していた女優のソニア・マンザーノは、セサミストリートに登場するマリア・ロドリゲスを演じたことで知られている。

## キャラクター
※日本語吹き替え版は判明されている分のみ記載。当時は日本語版スタッフ・キャストが記載されなかったため、リトル・ビルを担当した声優は不明。
リトル・ビル
声 - ザビエル・プリチット
好奇心たっぷりな少年、想像力もバッチリ。本名はビル・ジュニアだが、父もビルであるためにリトル・ビルとして知られている。この子は、ビル・コスビーの息子であるエニス・ウィリアム・コスビーを基に作られている。
ブレンダ・グローバー
声 - フィリシア・ラシャード
ビッグ・ビルと結婚したリトル・ビル家の母。
エイプリル・グローバー
声 - モニーク・ビーズリー
ブレンダとビッグ・ビルの娘、長女として誕生。
ボビー・グローバー
声 - デヴォン・マリ・クベックフォード(シーズン1 – 2)、タイラー・ジェームズ・ウィリアムズ(シーズン3 – 4)、関根香桜里(日本語吹き替え版)
グローバー家の長男、フルネームはロバート・ボビー・グローバー。
ビッグ・ボビー・グローバー
声 - グレゴリー・ハインズ、根津貴行
アリス・グレート
声 - アニカ・ウォーカー
リトル・ビル、ボビー、エイプリル、ジャマルの曽祖母であり、アリスはブレンダとデボラの祖母でもあるが、その家族と同居している。
ゾウさん
ビルのペット、ハムスターだが名前はゾウさん。
ブレインさん
声 - ビル・コスビー
オレンジ色のロケットと宇宙服を持つ宇宙飛行士、リトルビルもブレイン氏の大ファンである。
アンドリュー・マリガン
声 - ザック・タイラー・アイゼン
アイルランド系アメリカ人の男の子、リトル・ビルの親友。リトル・ビルとは離れた場所に住んでいる。
キク
声 - ユーニス・チョー→エミリー・クレックナー
日系アメリカ人の女の子、リトル・ビルの友達。
フクシア・グローバー
声 - ナキア・ウィリアムズ(シーズン1)、キアナ・アンダーウッド(シーズン2 - 4)
リトルビル、ボビー、エイプリルの父方いとこ。フクシアの父はアル・グローバーでビッグ・ビルの兄弟、フクシアの母はヴァネッサ。
ドラド
声 - ヴィンセント・カナーレス、松浦チエ(日本語吹き替え版)
プエルトリコ人の男の子、リトル・ビルの友達。
モンティ
声 - コール・ホーキンス、川名真知子(日本語吹き替え版)
アリスの友達 エマリンの孫。脳性麻痺の状態で誕生し、車椅子生活を送っている。
マイケル・リリー
声 - ムハンマド・カニンガム、日比愛子(日本語吹き替え版)
フロリダ州マイアミから移住してきた男の子、リトル・ビルの同級生。
アイシャ・マレー・クリンクスケールス
声 - アヨ・ヘインズ(シーズン1)、メラニー・ニコールズ・キング(シーズン2 - 4)、松浦チエ(日本語吹き替え版)
リトル・ビルが通う幼稚園の先生、マレー先生と呼ばれている。
ウィンスロップ・クリンクスケールス
声 - ?、白川周作(日本語吹き替え版)
アイシャマレーの旦那、クリンスケールス博士と呼ばれている。
シャピロー
声 - マデリーン・カーン→キャシー・ナジミー
リトル・ビルのお隣さん。
ミゲル・ロハス
声 - ヴィクター・アルゴ
メキシコ系アメリカ人のおじいちゃん、英語とスペイン語での会話が可能。
クラーク・テリー
声 - 本人
アリスとリトル・ビルの友達。声優は同じくクラーク・テリー
ベビー・ジャマル・ウェイルズ
リトル・ビルの母方いとこ、デボラとゲイリーの息子でもある。
パーシー
声 - ダグ・E・ダグ
ペットショップの店長さん。
ウィリアム
声 - マイク・ミーリアン
音楽専門店の店長さん。
デボラ・ケンダル
声 - グレース・ガーランド、武田華(日本語吹き替え版)
ブレンダの妹、ゲイリー(ウェイルズ)の妻で、ジャマルの母。
アルおじさん
声 - ?、藤本たかひろ(日本語吹き替え版)
ニーシャ
声 - ?
ニーシャのママ
声 - ?、川庄美雪(日本語吹き替え版)
ニーシャの母
マルキン
声 - ?、川庄美雪(日本語吹き替え版)
ショーン
声 - ?、川庄美雪(日本語吹き替え版)
マックス
声 - ?、川名真知子(日本語吹き替え版)
タイニー
声 - ?、川名真知子(日本語吹き替え版)
- 役名不明 - 新井摩紀子[5]

## 各話リスト

### シーズン1
| 話 | サブタイトル                                           | 原題                                      | 放送日        |
| -- | ------------------------------------------------------ | ----------------------------------------- | ------------- |
| 1  | 僕の宝物 / 宇宙探検隊                                  | The Treasure Hunt / The Best Way to Play  | 2002年1月5日  |
| 2  | かわいい赤ちゃん / キャンプ                            | Just a Baby / The Camp Out                | 2002年1月19日 |
| 3  | ぼくの１ドル / 好きなもの                              | The Dollar / The Choice                   | 2002年1月20日 |
| 4  | 新しい友達 / 楽しい美容室                              | Monty's Roar / Natural Root Pals          | 2002年1月6日  |
| 5  | グッピー / 魔法のキルト                                | Guppies / The Magic Quilt                 | 2002年1月13日 |
| 6  | 意地悪ごっこ / トイレ探し                              | The Meanest Thing to Say / Lavatory Story | 2002年2月2日  |
| 7  | 動物園 / ペットはエレファント 僕のペットはエレファント | The Zoo / My Pet Elephant                 | 2002年2月10日 |
| 8  | 水ぼうそう / 難破船                                    | Chicken Pox / Shipwreck Saturday          | 2002年1月26日 |
| 9  | 一人前 / 一緒に会社へ行こう パパと一緒にお仕事         | Big Kid / The Bills Go To Work            | 2002年2月3日  |

### シーズン2
| 話 | サブタイトル                                        | 原題                                               | 放送日        |
| -- | --------------------------------------------------- | -------------------------------------------------- | ------------- |
| 10 | リトル・ビルとキャプテン・ブレーンストームの大冒険  | Little Bill's Adventure with Captain Brainstorm    | 2002年6月8日  |
| 11 | エレファントを探せ / 電話ボックスにいた迷子のオウム | Elephant on the Loose / If a Bird Rings, Answer it | 2002年6月1日  |
| 12 | ワン、ツー、ポポイのポイ / みんなの公園             | Zoopity Zoo / Neighborhood Park                    | 2002年1月12日 |
| 13 | 約束 / バスケットボール                             | The Promise / The Practice                         | 2002年1月27日 |
| 14 | あとどれくらい？ / スーパーファミリーファンランド   | Are We There Yet? / Super Family Fun Land!         | 2002年2月9日  |
| 15 | リングベア / マレー先生の結婚式                     | The Ring Bear / Miss Murray's Wedding              | 2002年6月2日  |
| 16 | バースデープレゼント / バースデーパーティ           | The Birthday Present / The Birthday Party          | 2002年6月9日  |
| 17 | リトルビル、病院へ行く / やってはいけないこと       | A Trip to the Hospital / The Wrong Thing to Do     | 2002年6月16日 |
| 18 | 母の日のプレゼント / 写真を撮ろう                   | Making Mother's Day / Picture Perfect              | 2002年6月22日 |
| 19 | でんぐりがえり / 先生のおまじない                   | Rolling Along / The Stage Trick                    | 2002年6月15日 |
| 20 | おやつ係 / つぼみ                                   | The Snack Helper / Buds                            | 2002年6月30日 |
| 21 | まねっこ / 写真を撮る日                             | Copy Cat / Picture Day                             | 2002年2月16日 |

### シーズン3
| 話 | 邦題                            | 原題                                                | 放送日        |
| -- | ------------------------------- | --------------------------------------------------- | ------------- |
| 22 |                                 | Monty Joins the Class / Dad Goes to School          |               |
| 23 |                                 | The Violin Lessons / Squirmy                        |               |
| 24 | モンティが来る / ママのお出かけ | Monty Visits / Mom's Trip                           | 2002年6月29日 |
| 25 |                                 | The No-Talking Contest / The Search is for the Sock |               |
| 26 |                                 | The Halloween Costume / The Haunted Halloween Party |               |
| 27 |                                 | Merry Christmas Little Bill                         |               |
| 28 |                                 | A Day at the Beach / The Get Well Song              |               |
| 29 |                                 | Michael Sleeps Over / Michael's First Snow          |               |
| 30 |                                 | Wabbit Worries / Wabbit Babies                      |               |
| 31 |                                 | Ready, Set, Read! / I Got a Letter                  |               |
| 32 |                                 | Number One on Honeywood Street / Baseball Glovers   |               |
| 33 |                                 | Little Bill's Giant Space Adventure                 |               |

### シーズン4
| 話 | 原題                                                  |
| -- | ----------------------------------------------------- |
| 34 | Same Moon, Same Sun, Same Star / All Together Now     |
| 35 | When Friends Get Mad / The Party Box                  |
| 36 | New Neighbors / Doggie Magic                          |
| 37 | The Early Bill / Going Camping                        |
| 38 | The Car Keys / Doggie Sitting                         |
| 39 | The New Babysitter / My Friend Isabel                 |
| 40 | New Foods / Elephant Tricks                           |
| 41 | What About Me? / Happy Not Birthday To You            |
| 42 | The Best Book Ever! / A Ramp for Monty                |
| 43 | Echo Falls / Going Fishing                            |
| 44 | The Surprise! / Good ol' Lightnin'                    |
| 45 | Racing Time / All Tied Up                             |
| 46 | Summertime in the Wintertime / Snowracers             |
| 47 | The Incredible Shrinking Little Bill / The Big Swings |
| 48 | The Musical Instrument / The Choir                    |
| 49 | I Can Sign / The Sign for Friend                      |
| 50 | The Skating Lesson / Mr. Moth                         |
| 51 | Get Well, Elephant / Elephant's Best Friend           |
| 52 | Private Time / Never                                  |

## 日本語版スタッフ
- 翻訳 - ?
- 演出 - 小川利夫[6]
- 調整 - 田中直也[7]